# 24303 Michaelrice
24303 Michaelrice este un asteroid din centura principală de asteroizi.

## Descriere
24303 Michaelrice este un asteroid din centura principală de asteroizi. A fost descoperit pe 16 decembrie 1999 la Fountain Hills (Arizona) de Charles W. Juels. Asteroidul prezintă o orbită caracterizată de o semiaxă mare de 2,29 ua, o excentricitate de 0,18 și o înclinație de 6,2° în raport cu ecliptica.